# Jan Ohlsson (journalist)
Jan Ohlsson, född 8 juni 1954, är en svensk journalist och författare utbildad i etnologi och på Journalisthögskolan i Stockholm. 1974–1982 arbetade han som reporter på Svenska Dagbladet, bland annat som flygreporter. 1982–1986 startade han interntidningen Inside SAS, som utkom tre dagar i veckan. Han har arbetat som PR-konsult samt varit informationsdirektör med säte i ledningsgruppen för på Transwede 1993–1995. Ohlsson har varit chefredaktör för flera flygmagasin (ombordmagasin)för t ex Scanair, Avia, Britannia, Spanair, Novair samt resetidningen Travelnet Magazine 1995–2007 samt chefredaktör och skribent inom resebranschpress från 2008 och från 2015-2019 nyhetsbrevet Insider Media för nyheter om främst flyg, färjor, kryssningar och resor.
Han har även skrivit flera böcker, bland annat om konsten i Stockholms tunnelbana, ”De första skandinaverna” om vikingar samt två böcker om meteorologi,  ”Vädret”, samt "Vilket Väder", om hur klimatförändringarna drabbar svenska landskap (tillsammans med meteorologen Madeleine Westin), samt en bok om vikingar i Vitryssland, översatt till vitryska. Han har varit verksam som reseskribent, flyganalytiker och skrivit för Insider Plus, nedlagd 2018. Han fortsätter skriva för Flygrevyn, Flygtorget 2022-2024 samt Flyg Idag och utgav 2017 boken Fritt fall, en analys av flygolyckor tidigare och i framtiden. Han fortsätter också kommentera flyg i olika dagsmedia, tidningar, radio och TV, även om utveckling, trender, konkurrens, miljö. Ohlsson har varit bosatt på Gotland, i Larnaca,Cypern och i Vilnius,Litauen 2017-2020,  2020-2024 i Oslo, åter till Palanga och Vilnius 2024 samt i Stockholm. 2024 utkom boken "Resandets mystik", en resa i tid och rum. Han är fortsatt aktiv som flyganalytiker i media, främst TV, radio och dagspress som nyhetskommentator och flyganalytiker och som skribent. Han har dock aldrig varit barnskådespelare och är inte identisk med Emil.